# فيارينو دي كونسو
بلدية فيارينو دي كونسو (بالإسبانية: Villarino de Conso) هي بلدية تقع في مقاطعة أورينسي التابعة لمنطقة غاليسيا شمال غرب إسبانيا.

## الديموغرافيا
بلغ عدد سكان بلدية فيارينو دي كونسو 673 نسمة عام 2011 (وفقاً للمعهد الوطني للإحصاء الإسباني).
| 877 | 849 | 798 | 731 | 727 | 700 | 673 |